# Église Saint-Étienne de Vernouillet
Pour les articles homonymes, voir Église Saint-Étienne et Saint-Étienne (homonymie).
L'église Saint-Étienne est une église catholique située à Vernouillet, en France.
L'église, située dans le département français des Yvelines, dans la commune de Vernouillet, est classé au titre des monuments historiques en 1862.

## Historique
Elle aurait pu être bâtie à l'initiative des bénédictins de Saint-Magloire qui au Xe siècle exercent des droits sur ce village.
La base du clocher, les vestiges de la nef primitive, et le transept sud remontent au XIIe siècle et sont de style roman, mais préludent au style gothique.
Le chœur, le chevet et la flèche sont restaurés au XIXe siècle sous la direction de Viollet-le-Duc.

## Description
Le plan irrégulier de cet édifice est la marque de plusieurs phases de construction.
Le portail est composé d'une archivolte et de trois voussures soutenues par des piédroits.